# Sądowa Wisznia
Sądowa Wisznia (ukr. Судова Вишня) – miasto w rejonie jaworowskim w obwodzie lwowskim na Ukrainie, na Płaskowyżu Tarnogrodzkim. Leży nad rzeką Wisznią (prawy dopływ Sanu).
W latach 1340–1772 województwo ruskie, ziemia przemyska, powiat przemyski. Była miastem starostwa przemyskiego w drugiej połowie XVI wieku. W latach 1918–1939 województwo lwowskie, powiat mościski.

## Historia
Pierwsze wzmianki pochodzą z 1230. Przed 1368 rokiem miasto królewskie otrzymało lokację na prawie magdeburskim, razem ze zgodą królewską na wykup wojtowstwa przez Piotra Kmitę. Pierwsza część nazwy miasta Wisznia pochodzi od nazwy etnicznej oznaczającej, że zostało ono zbudowane na wzniesieniu. Druga część oficjalnej nazwy Sądowa, została dodana do Wiszni ok. 1545, kiedy to w mieście zaczęły odbywać się sejmiki generalne województwa ruskiego I RP. W ciągu kolejnych wieków miasto uzyskało nowe przywileje, a m.in. w latach 1537, 1545, 1576, 1578, 1639, 1553, 1765 w Sądowej Wiszni odbywały się wspomniane Generalne Sejmiki Województwa Ruskiego (Ziemi Lwowskiej, Przemyskiej, Sanockiej oraz Żydaczowskiej).
Z końcem XVIII stulecia Ewaryst Andrzej, hr. Kuropatnicki notował w swym "Opisaniu królestw Galicyi i Lodomeryi": Wisznia. Niegdyś tu bywały generała ruskiego województwa sejmiki (...). Rozległe przedmieścia, kościół farny w mieście, na górze nad miastem piękny kościół i klasztor z ogrodem XX. Reformatów zdobią go, a fabryka naczyń glinianych wsławia.
Właścicielami Sądowej Wiszni w XIX w. byli p. Henrieta hrabianka Komorowska oraz Antonina z hrabiów Komorowskich hrabina Bakowska. Od początku XX w. – Jan Mars herbu Noga, a po nim – Krzysztof Mars Noga. Ostatnim burmistrzem Sądowej Wiszni był w 1939 Włodzimierz Paygert.
Po pierwszym rozbiorze Polski (1772) wcielone do monarchii Habsburgów, następnie Cesarstwo Austrii. Pozostawało w jego składzie na terytorium kraju koronnego Galicji do upadku Austro-Węgier (1918).
Od 1 listopada 1918 do maja 1919 pod administracją Zachodnioukraińskiej Republiki Ludowej, od maja 1919 do 15 marca 1923 pod tymczasową administracją Polski, zatwierdzoną przez paryską konferencję pokojową 26 czerwca 1919. Suwerenność Polski nad terytorium Galicji Wschodniej Rada Ambasadorów uznała 15 marca 1923.
Od 15 marca 1923 do 16 sierpnia 1945 miasto w województwie lwowskim w II Rzeczypospolitej. Po agresji ZSRR na Polskę 17 września 1939 pod okupacją Armii Czerwonej, anektowane przez ZSRR.
Po agresji Niemiec na Polskę w nocy z 15 na 16 września 1939 pod miastem stoczono bitwę, w której jednostki Frontu Południowego, dowodzone przez generała Kazimierza Sosnkowskiego rozbiły niemiecki elitarny pułk zmotoryzowany SS-Standarte Germania.
Po ataku III Rzeszy na ZSRR w miejscowym areszcie NKWD zamordowało około 70 więźniów. Od czerwca 1941 roku do lipca 1944 roku miasto znajdowało się pod niemiecką okupacją, wcielone do Generalnego Gubernatorstwa w składzie Dystryktu Galicja. Od lipca 1944 do 16 sierpnia 1945 ponownie okupowane przez Armię Czerwoną, stając się siedzibą rejonu sądowowiszniańskiego. W latach 1943–1945 nacjonaliści ukraińscy z OUN - UPA zamordowali tutaj, jak i w pobliżu, 14 Polaków, mieszkańców miasta.
Po konferencji jałtańskiej (4–11 lutego 1945), wyłoniony w konsekwencji jej ustaleń Tymczasowy Rząd Jedności Narodowej podpisał 16 sierpnia 1945 umowę z ZSRR, uznając nieco zmodyfikowaną linię Curzona za wschodnią granicę Polski, w oparciu o porozumienie o granicy zawarte pomiędzy PKWN i rządem ZSRR 27 lipca 1944. W konsekwencji umowy wschodnią część województwa lwowskiego (w tym Sądową Wisznię) włączono do Ukraińskiej Socjalistycznej Republiki Radzieckiej w składzie ZSRR, w której pozostawała do 1991.
W 1989 roku liczyło 6611 mieszkańców.
Od 1991 na terytorium niepodległej Ukrainy.
Miasto ma dwie cerkwie i kościół katolicki, z polskim proboszczem. Około trzystu mieszkańców należących do polskiej mniejszości posiada Kartę Polaka. W Sądowej Wiszni działa oddział Towarzystwa Kultury Polskiej Ziemi Lwowskiej.

## Ludzie związani z miastem
- Stefan Czmil – ukraiński sługa Boży Kościoła katolickiego,
- Michał Holländer – polski hodowca koni, rotmistrz Wojska Polskiego II RP, inicjator rejestracji klaczy rodnych oraz powstania Związku Hodowców Koni Rasy Huculskiej
- Marcin Krowicki – proboszcz Sądowej Wiszni, polski działacz i pisarz reformacyjny, polemista-teolog, jeden z autorów przekładu Biblii brzeskiej
- Bohdan Szust – ukraiński piłkarz
- Jan Kazimierz Tascher de la Pagerie (1879–1924) – ziemianin (pochodzenia francuskiego), absolwent Wyższej Szkoły Rolniczej w Dublanach, oficer wojska austriackiego i Wojska Polskiego, administrator majątku ziemskiego w Sądowej Wiszni[10]
- Antoni Tywoński – sędzia, policjant[11]
- Iwan Wyszeński – ruski pisarz-polemista (zm. 1620).

### Sprawiedliwi wśród Narodów Świata(Polacy ratujący Żydów w Sądowej Wiszni)
- Józef i Ewa Parkasiewiczowie oraz ich córka Józefa (po mężu Łaba) - do października 1943 ukrywali Paulinę Fruchtman[12]
- Stanisław i Tekla Zdobylakowie oraz ich córka Aniela - od października 1943 ukrywali Paulinę Fruchtman[13]
- Julia Zagrodzka (siostra Kantalicja) - przełożona klasztoru sióstr felicjanek w Sądowej Wiszni, przy którym znajdował się sierociniec, w którym ukrywano około 20 żydowskich dzieci. Zimą 1944 roku zakonnice wraz z sierocińcem ewakuowały się do Otwocka[14]

## Pobliskie miejscowości
- Gródek Jagielloński
- Mościska
- Krakowiec
- Beńkowa Wisznia

Przez miasto prowadzi droga M11, która po stronie polskiej łączy się z drogą krajową 28 w Medyce.

## Galeria

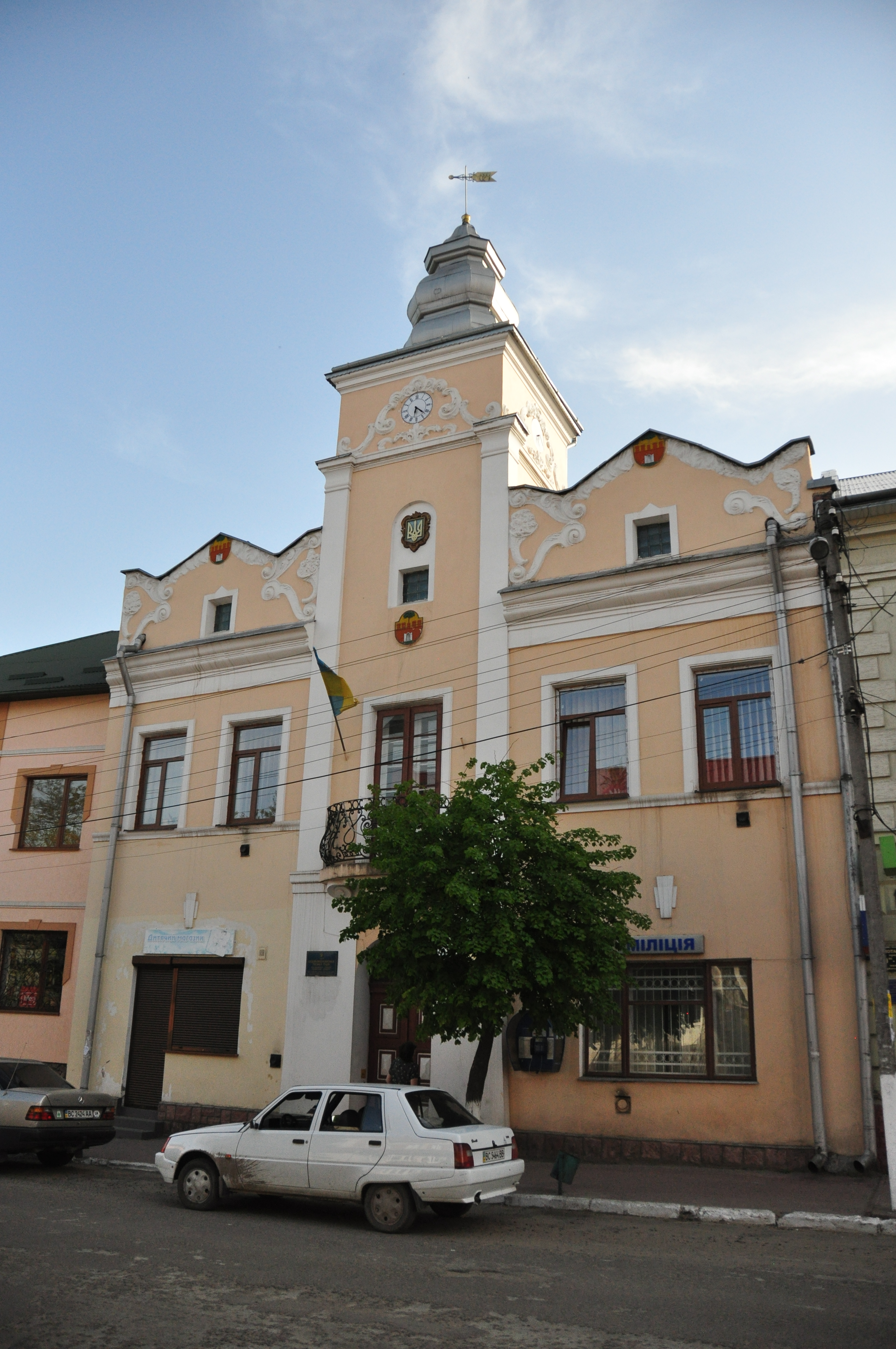
Ratusz miejski
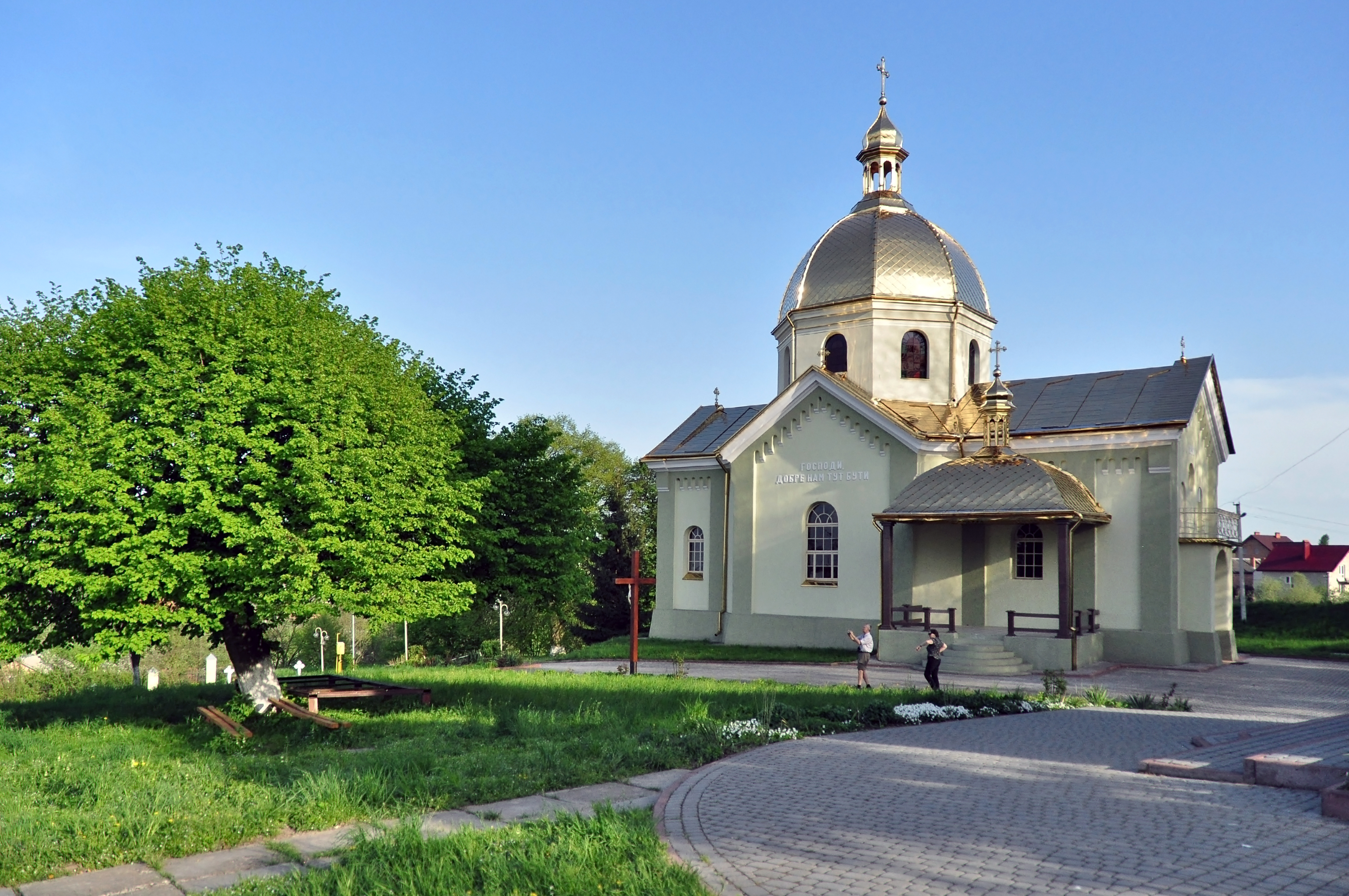
Cerkiew Przemienienia Pańskiego
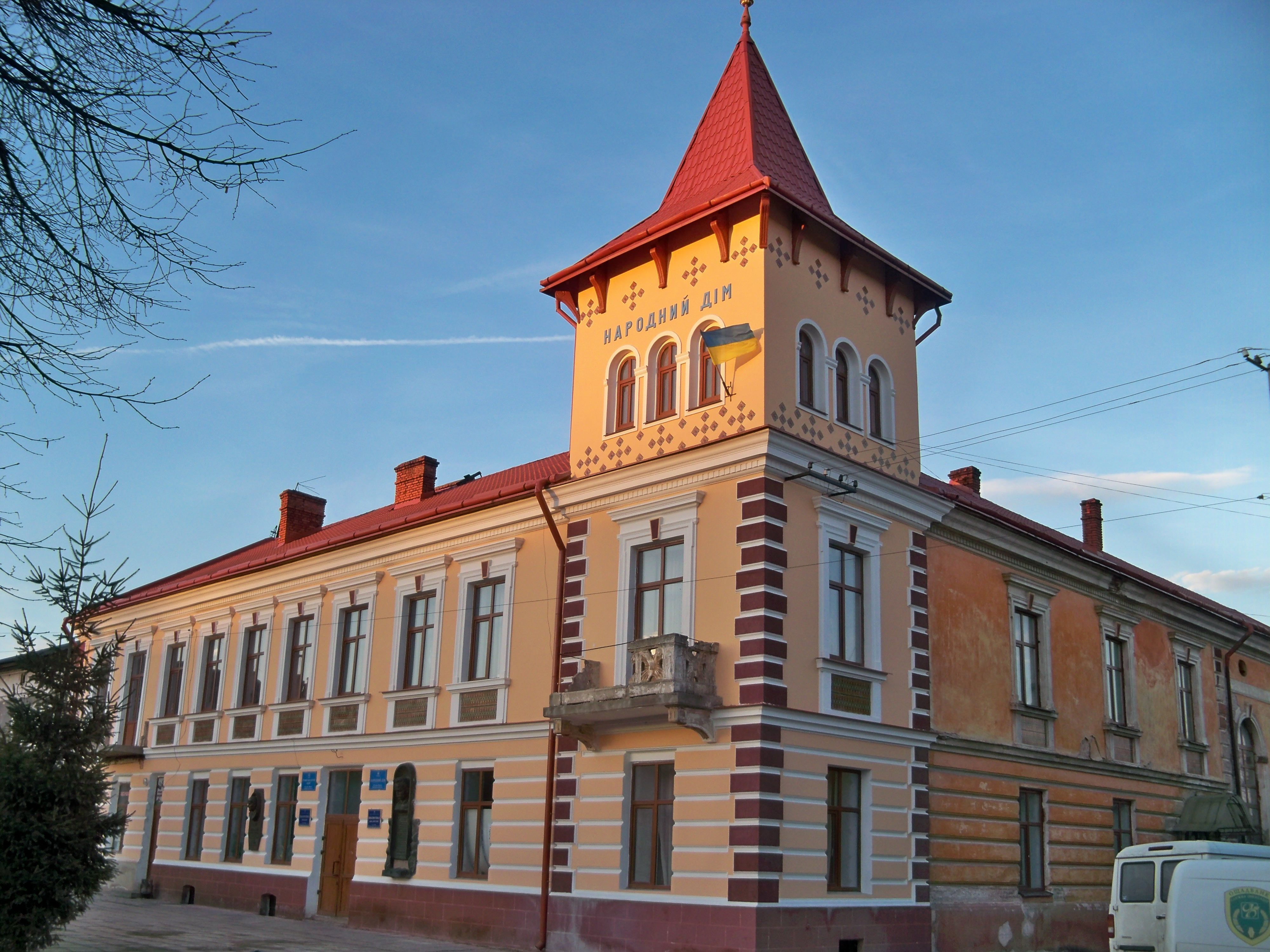
Dom Narodowy
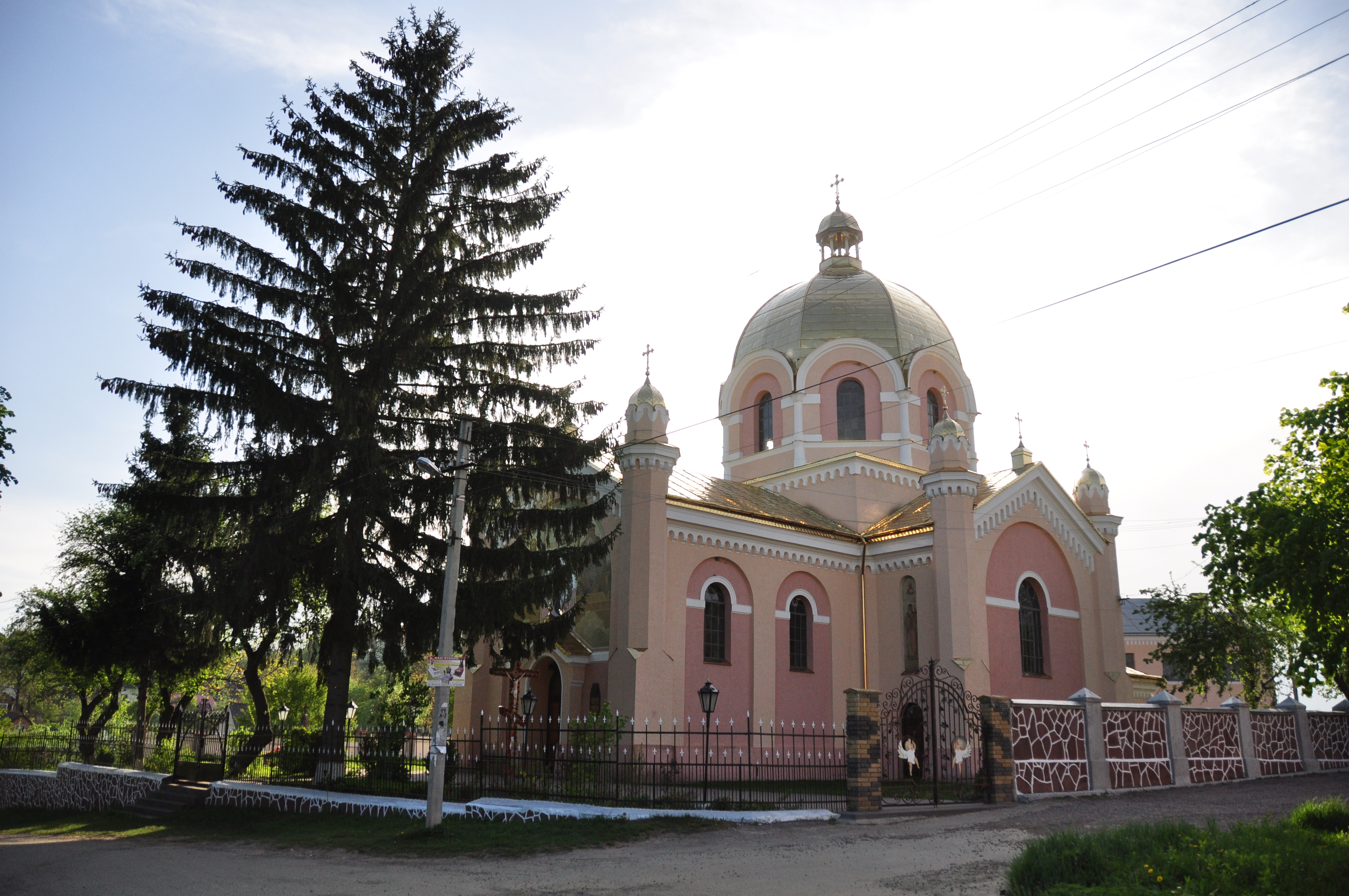
Cerkiew Świętej Trójcy
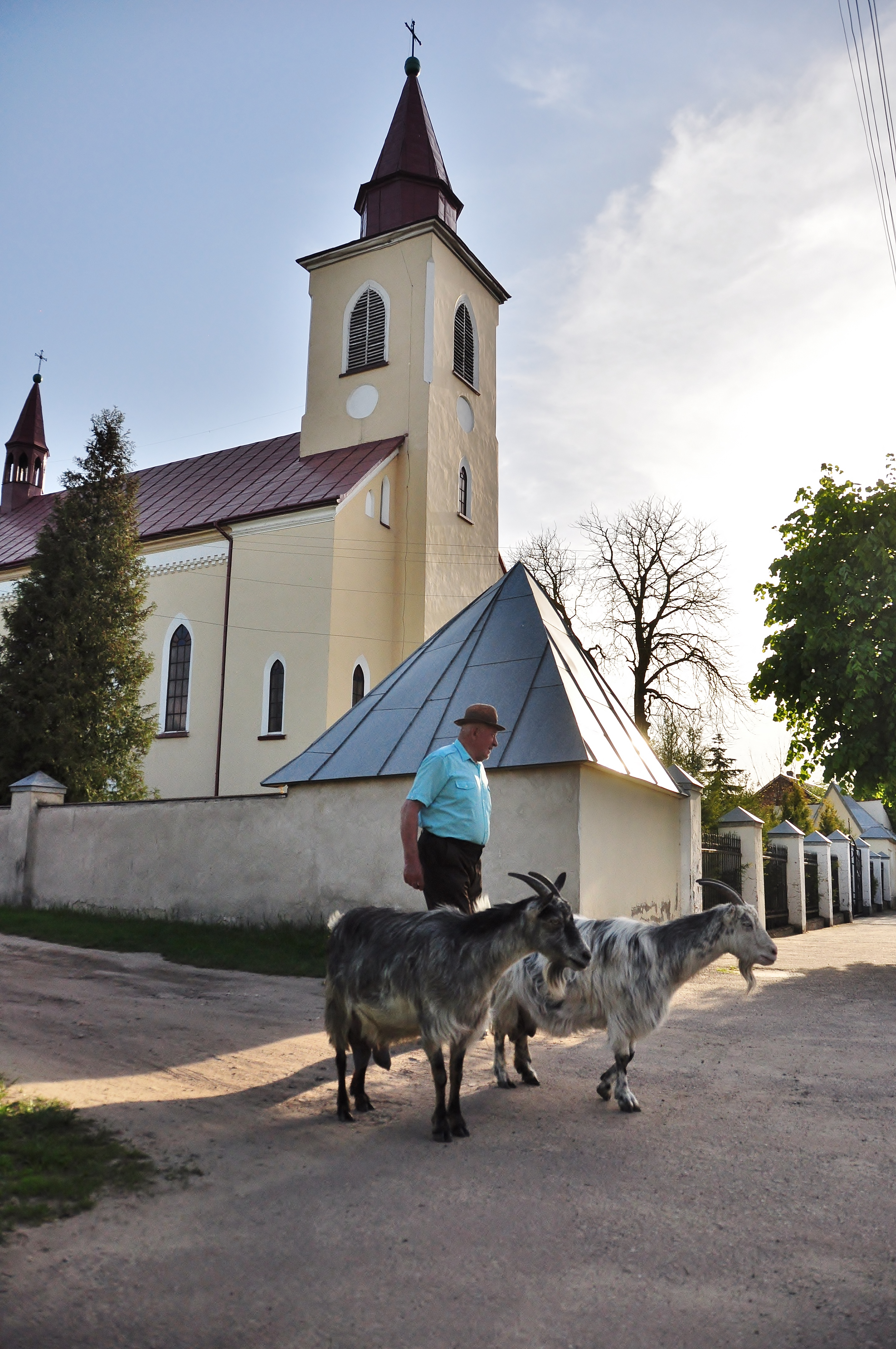
Rzymskokatolicki kościół parafialny Matki Bożej Wspomożenia Wiernych